# Alpha-Rave
Das Pioneer Alpha Festival (oder Alpha-Rave) ist ein Techno-Festival, das seit 1996 jedes Jahr im Oktober / November in der Sport- und Kongresshalle in Schwerin veranstaltet wird.
Das Festival findet in der Nacht von Samstag auf Sonntag statt und dauert zehn bis elf Stunden. In der Sport- und Kongresshalle finden etwa 7000 Besucher Platz. Von Zeit zu Zeit machte Alpha on Tour Gastbesuche in anderen Städten der Region und auch auf Ibiza. Deshalb fand die Veranstaltung im November 2009 bereits zum 25. Mal statt.
Das Festival ist in sechs Bereiche eingeteilt, in denen verschiedene Musikstile gespielt werden. Neben der Mainstage gibt es Floors für Tech House, Hard Trance, Techno, Hardstyle und Goa.
Auf diesen Bühnen präsentieren sich abwechselnd rund 60 nationale und internationale DJs und Liveacts.